# Миролейка
Миролейка — река в России, протекает по Мордовии и Чувашии. Устье реки находится в 18 км по левому берегу реки Алатырь, напротив села Ахматово. Длина реки составляет 20 км, площадь бассейна — 89,9 км².
Исток расположен вблизи урочища Троицкий Алатырского района Чувашии. Течёт на юго-восток, по части течения проходит граница Мордовии и Чувашии. На реке расположены деревня Красные Поляны Ардатовского района Мордовии и село Мирёнки Алатырского района Чувашии.

## Данные водного реестра
По данным государственного водного реестра России относится к Верхневолжскому бассейновому округу, водохозяйственный участок реки — Алатырь от истока и до устья, речной подбассейн реки — Сура. Речной бассейн реки — (Верхняя) Волга до Куйбышевского водохранилища (без бассейна Оки).
Код объекта в государственном водном реестре — 08010500212110000038857.